# X (musikalbum av Ed Sheeran)
x är ett musikalbum av den brittiska singer-songwritern Ed Sheeran som gavs ut den 23 juni 2014. Albumet kom på tredje plats på Sverigetopplistan under juli 2014. Den hamnade även på första plats på Billboard 200.

## Spårlista
| Nr           | Titel             | Låtskrivare                                 | Längd |
| ------------ | ----------------- | ------------------------------------------- | ----- |
| 1.           | One               | Ed Sheeran                                  | 4:13  |
| 2.           | I'm a Mess        | Sheeran                                     | 4:06  |
| 3.           | Sing              | Sheeran, Pharrell Williams                  | 3:55  |
| 4.           | Don't             | Sheeran, Benjamin Levin                     | 3:39  |
| 5.           | Nina              | Sheeran, Johnny McDaid                      | 3:43  |
| 6.           | Photograph        | Sheeran McDaid                              | 4:17  |
| 7.           | Bloodstream       | Sheeran, McDaid, Gary Lightbody, Rudimental | 4:59  |
| 8.           | Tenerife Sea      | Sheeran, McDaid, Foy Vance                  | 4:00  |
| 9.           | Runaway           | Sheeran, Williams                           | 3:26  |
| 10.          | The Man           | Sheeran                                     | 4:09  |
| 11.          | Thinking Out Loud | Sheeran, Amy Wadge                          | 4:40  |
| 12.          | Afire Love        | Sheeran, McDaid, Vance                      | 5:14  |
| Total längd: | Total längd:      | Total längd:                                | 50:05 |

| 13. | Take It Back               | Sheeran, McDaid | 3:28 |
| 14. | Shirtsleeves               | Sheeran         | 3:09 |
| 15. | Even My Dad Does Sometimes | Sheeran, Wadge  | 3:48 |
| 16. | I See Fire                 | Sheeran         | 4:57 |

| 17. | All of the Stars | Sheeran, McDaid | 3:55 |